# Peter Berg
Peter Berg (n. 11 martie 1962) este un actor american, regizor, producător și scenarist. Este cel mai cunoscut pentru regia unor filme ca Friday Night Lights, The Kingdom, The Rundown, Hancock sau Battleship.

## Filmografie

### Regizor
- Chicago Hope (1997) (TV series, episodul "Colonel of Truth")
- Very Bad Things (1998)
- Wonderland (2000) (TV series, episodul "Pilot")
- The Rundown (2003)
- Addicted (2003) (Enrique Iglesias music video)
- Friday Night Lights (2004)
- Friday Night Lights (2006) (TV series, episodes "Pilot" and "East of Dillon")
- The Kingdom (2007)
- Keeps Gettin' Better (2008) (Christina Aguilera music video)
- Hancock (2008)
- 30 for 30 (2009) (TV series, episodul "Kings Ransom")
- Virtuality (2009) (TV movie)
- Prime Suspect (2011) (TV series)
- Battleship (2012)
- Lone Survivor (2013)
- Deepwater Horizon (2016)
- Patriots Day (2016)

### Scenarist
- Chicago Hope (1994) (TV Series) (1 episodul: "Quiet Riot" as Peter W. Berg)
- Very Bad Things (1998)
- Wonderland (2000) (TV series) (1 episodul: "Pilot")
- Friday Night Lights (2004)
- Friday Night Lights (2006) (TV Series) (1 episodul: "Pilot")
- The Losers (2010)
- Hercules: The Thracian Wars (2014)

### Producător
- Wonderland (2000) (Creator, producător executiv)
- Pu-239 (2006)
- Friday Night Lights (TV Series) (Creator, producător executiv)
- Lars and the Real Girl (2007) (producător executiv)
- Trauma (TV Series) (2009) (producător executiv)
- 30 for 30 (2009) (1 episodul: "Kings Ransom")
- Virtuality (2009) (TV movie)
- The Losers (2010)
- Prime Suspect (2011) (producător executiv)
- Battleship (2012)[3]
- Lone Survivor (2013)

### Actor
- 21 Jump Street (1988) Jerome Sawyer in "Champagne High"
- Quiet Victory: The Charlie Wedemeyer Story (1988) Bobby
- Never on Tuesday (1989) Eddie
- Miracle Mile (1989) Band Member
- Race For Glory (1989) Chris Washburn
- Shocker (1989) Jonathan Parker
- Heart of Dixie (1989) Jenks
- Tale of Two Sisters (1989) Gardener
- Going Overboard (1989) (as Pete Berg) Mort Ginsberg
- Genuine Risk (1990) Henry
- Forradalom után (1990)
- Late For Dinner (1991) Frank Lovegren
- Crooked Hearts (1991) Tom
- A Midnight Clear (1992) Bud Miller
- A Case for Murder (1993) Jack Hemmet
- Fire in the Sky (1993) David Whitlock
- Aspen Extreme (1993) Dexter Rutecki
- Across the Moon (1994) Lyle
- Uneviled (1994) Drug Dealer
- F.T.W. aka The Last Ride (1994) Clem Stuart
- The Last Seduction (1994) Mike Swale
- Rise and Walk: The Dennis Byrd Story (1994) Dennis Byrd
- Fallen Angels (1995) 2 episodes
- Chicago Hope (1995–1999) Dr. Billy Kronk in 106 episodes
- The Great White Hype (1996) Terry Conklin
- Girl 6 (1996) Caller No 1—Bob
- The Naked Truth (1996) 1 episode
- Cop Land (1997) Joey Randone
- Very Bad Things (1998) Doctor
- Dill Scallion (1999) Nate Clumson
- Corky Romano (2001) Paulie Romano
- The King of Queens (2002) Lil' Eddie in "Kirbed Enthusiasm"
- Alias (2002) - Agent Noah Hicks in "Snowman" and "Masquerade"
- Collateral (2004) Richard Weidner
- Smokin' Aces (2006) "Pistol" Pete Deeks
- Friday Night Lights (2007) Morris "Mo" MacArnold in "May The Best Man Win"
- Lions for Lambs (2007) Lt. Col. Falco
- The Kingdom (2007) FBI Agent (Uncredited)
- Entourage (2008) Himself in Season 5 and Season 7
- Hancock (2008) Doctor (Uncredited)
- Californication (2012) Himself in Season 5 episodul 2
- Battleship (2012) Sonar Mate (uncredited)
- Lone Survivor (2013) uncredited navy personnel

### Compozitor
- Very Bad Things (1998) (song "Walls Come Down")

## Recepții critice
| Film                       | Rotten Tomatoes | Metacritic | IMDb    |
| Film                       | Overall         | Overall    | Overall |
| -------------------------- | --------------- | ---------- | ------- |
| Very Bad Things (1998)     | 44%             | 31%        | 6.2     |
| The Rundown (2003)         | 71%             | 59%        | 6.5     |
| Friday Night Lights (2004) | 81%             | 70%        | 7.1     |
| The Kingdom (2007)         | 51%             | 56%        | 7.0     |
| Hancock (2008)             | 41%             | 49%        | 6.5     |
| Battleship (2012)          | 34%             | 41%        | 5.9     |
| Lone Survivor (2013)       | 74%             | 60%        | 7.9     |

## Premii și nominalizări
| An   | Premiu                                          | Categorie | Film                | Rezultat     |
| ---- | ----------------------------------------------- | --- | ------------------- | ------------ |
| 1996 | Screen Actors Guild Award                       | Outstanding Performance by an Ensemble in a Drama Series | Chicago Hope        | Nominalizare |
| 1997 | Screen Actors Guild Award                       | Outstanding Performance by an Ensemble in a Drama Series | Chicago Hope        | Nominalizare |
| 1998 | Screen Actors Guild Award                       | Outstanding Performance by an Ensemble in a Drama Series | Chicago Hope        | Nominalizare |
| 1998 | Deauville American Film Festival Award          | Fun Radio Trophy | Very Bad Things     | Câștigat     |
| 1998 | Deauville American Film Festival Award          | Grand Special Prize | Very Bad Things     | Nominalizare |
| 1998 | San Sebastián International Film Festival Award | Golden Seashell | Very Bad Things     | Nominalizare |
| 2005 | AFI Award                                       | Movie of the Year | Friday Night Lights | Câștigat     |
| 2005 | ESPY Award                                      | Best Sports Movie | Friday Night Lights | Câștigat     |
| 2005 | Teen Choice Award                               | Choice Movie: Drama | Friday Night Lights | Nominalizare |
| 2005 | USC Scripter Award                              | Best Film Shared with Buzz Bissinger and David Aaron Cohen | Friday Night Lights | Nominalizare |
| 2005 | Young Artist Award                              | Best Family Feature Film - Drama | Friday Night Lights | Nominalizare |
| 2007 | Primetime Emmy Award                            | Outstanding Directing for a Drama Series | Friday Night Lights | Nominalizare |
| 2007 | Writers Guild of America                        | Best New Series Shared with Bridget Carpenter, Kerry Ehrin, Carter Harris, Liz Heldens, David Hudgins, Jason Katims, Patrick Massett, Andy Miller, Aaron Rahsaan Thomas and John Zinman | Friday Night Lights | Nominalizare |
| 2008 | Golden Eagle Award                              | Best Foreign Film | Hancock             | Nominalizare |
| 2011 | Primetime Emmy Award                            | Outstanding Drama Series | Friday Night Lights | Nominalizare |
| 2013 | Golden Raspberry Award                          | Worst Director | Battleship          | Nominalizare |
| 2013 | Golden Raspberry Award                          | Worst Picture | Battleship          | Nominalizare |
| 2013 | Golden Trailer Award                            | Best Summer Blockbuster 2012 TV Spot | Battleship          | Nominalizare |
| 2013 | Houston Film Critics Society Award              | Worst Film | Battleship          | Nominalizare |